# Димитър Костов (географ)
Вижте пояснителната страница за други личности с името Димитър Костов.
Димитър Костов е български географ, гимназиален учител.

## Биография
Роден е на 2 април 1875 г. в Арбанаси. След завършване на средното си образование се записва студент по история в Софийския университет. По време на следването си проявява интереси и към географията, която още не е открита като специалност в Университета. По своя инициатива и с лични средства получава от чужбина чуждестранна литература, по която изучава основните географски курсове. След завършване на висшето си образование и преди да положи държавен изпит, се запознава и изучава лекциите на първите професори по география – Анастас Иширков и по геология – Георги Бончев. В продължение на 25 години, от 1897 до 1922 г., е преподавател в Русе, Разград, Тутракан, село Златарица. Заедно с това се занимава с научни изследвания и обществена дейност. Като учител в Русе под негово ръководство и с помощта на ученици се разкопава и изследва близката до града могила. Резултатите от проучванията публикува в своя труд „Предисторическата могила до гр. Русе“. Като учител в Русе основава при гимназията археологически музей, а в града – гражданско археологическо дружество. Открива и публикува за първи път „Пет писма на В. Е. Априлов до Ил. Макариополски“ (1922). Автор е на учебника „География на България и съседните ѝ земи“ (1910), по който се преподава в българските училища до 1945 г.
От 1922 до 1927 г. работи като директор на клона на кооперация „Напредък“ в Разград. През 1927 г. е назначен за образцов учител по история и география в Трета софийска девическа гимназия, а малко по-късно за образцов учител по география в Трета софийска мъжка гимназия. Димитър Костов се счита като един от пионерите и основоположниците на методиките на географията и историята като научни дисциплини.
С колектив участва при написването и издаването на географската христоматия „Нашата страна“ (1950), а самостоятелно написва географска характеристика на родното си място „Село Арбанаси“ (1959).
Член е на Българското географско дружество, а от 1948 г. е почетен член.
Умира на 9 януари 1965 г.